# Jezersko (Slovacchia)
Jezersko (in ungherese Tavas, in tedesco Teichenau) è un comune della Slovacchia facente parte del distretto di Kežmarok, nella regione di Prešov.